# Polyphénol oxydase
La polyphénol oxydase (PPO ; également polyphénol oxydase i chloroplastique), est une enzyme tétramère (oligomère) qui contient quatre atomes de cuivre par molécule. Elle est impliquée dans le brunissement des fruits.
La PPO peut être composée de monophénols et/ou d'o -diphénols comme substrats. L'enzyme fonctionne en catalysant l' o - hydroxylation de monophénols dans lesquelles le cycle benzénique contient un seul substituant hydroxyle en o -diphénols (molécules de phénol contenant deux substituants hydroxyle aux positions 1, 2, sans carbone intermédiaire).
Elle peut également catalyser davantage l'oxydation des o -diphénols pour produire des o -quinones. La PPO catalyse la polymérisation rapide des o -quinones pour produire des pigments noirs, bruns ou rouges (polyphénols) qui provoquent le fameux  brunissement des fruits.
L'acide aminé tyrosine contient une seule « chaîne phénolique » qui peut être oxydée par l'action des PPO pour former de l'o -quinone. Par conséquent, les PPO peuvent également être appelées tyrosinases (pour leur effet oxydoréducteur).
Les aliments courants produisant cette enzyme comprennent les champignons (Agaricus bisporus),, les pommes (Malus domestica),, les avocats (Persea americana) et la laitue (Lactuca sativa).

## Structure et fonction
La PPO est répertoriée comme morphéine, protéine qui peut former deux ou plusieurs homo-oligomères différents (sortes de morphéine) mais qui doit se séparer et changer de forme pour passer d'une forme à l'autre. Elle existe sous forme de monomère, trimère, tétramère, octamère ou dodécamère,, créant de multiples fonctions.
Chez les plantes, la PPO est une enzyme plastidique dont la synthèse et la fonction ne sont pas claires. Dans les chloroplastes fonctionnels, elle peut être impliquée dans le cycle de l'oxygène comme médiateur de la photophosphorylation pseudocyclique.
La nomenclature des enzymes fait la différence entre les enzymes monophénol oxydase (tyrosinases) et les enzymes o -diphénol: oxygène oxydoréductase (catéchol oxydases). La préférence du substrat des tyrosinases et des catéchol oxydases est contrôlée par les acides aminés autour des deux ions cuivre dans le site actif.

## Distribution et applications
Un mélange d’enzymes monophénol oxydase et catéchol oxydase est présent dans presque tous les tissus végétaux et peut également être trouvé chez les bactéries, les animaux et les champignons. Chez les insectes, des polyphénol oxydases cuticulaires sont présentes et leurs produits sont responsables d'une tolérance à la dessiccation.
Le produit de réaction du raisin (acide 2-S glutathionyl caftarique) est un composé d'oxydation produit par l'action du PPO sur l'acide caftarique et présent dans le vin. Cette production de composés est responsable du moindre niveau de brunissement de certains vins blancs.
Les plantes utilisent la polyphénol oxydase comme l'un des moyens de défense chimiques contre des parasites.

## Inhibiteurs
Il existe deux types d'inhibiteurs de la PPO, ceux compétitifs avec l'oxygène dans le site cuivre de l'enzyme et ceux compétitifs avec les composés phénoliques. La tentoxine a également été utilisée dans des recherches récentes pour éliminer l'activité PPO des semis de plantes supérieures. La tropolone est un inhibiteur de la polyphénol oxydase du raisin. Un autre inhibiteur de cette enzyme est le métabisulfite de potassium.
L'activité PPO de la racine de bananier est fortement inhibée par le dithiothréitol et par le métabisulfite de sodium, tout comme la PPO du fruit de banane par des composés similaires contenant du sulfure, notamment : le dithionite de sodium et la cystéine, en plus de l'acide ascorbique (vitamine C).

## Expériences
Plusieurs tests ont été développés pour surveiller l’activité des polyphénol oxydases et évaluer le pouvoir d’inhibition des inhibiteurs des polyphénol oxydase. En particulier des analyses basées sur la spectrophotométrie ultraviolette/visible (UV/Vis).
Le test de spectrophotométrie UV/Vis le plus courant implique la surveillance de la formation d'o -quinones, qui sont des produits de réactions catalysés par la polyphénol oxydase, ou de la consommation du substrat.
Une alternative spectrophotométrique implique le couplage d’ o -quinones avec des réactifs nucléophiles tels que le chlorhydrate de 3-méthyl-2-benzothiazolinonehydrazone (MBTH).
D'autres techniques, telles que les tests de coloration d'activité utilisant l'électrophorèse sur gel de polyacrylamide, des tests radioactifs à base de tritium, le test de consommation d'oxygène, et des tests basés sur la résonance magnétique nucléaire (RMN) ont également été rapportés et utilisés.

## Brunissement enzymatique
La polyphénol oxydase est une enzyme présente dans les règnes végétal et animal, y compris la plupart des fruits et légumes. L’OPP est importante pour l’industrie alimentaire car elle catalyse le brunissement enzymatique lorsque les tissus sont endommagés par des meurtrissures, des compressions ou des indentations, ce qui rend le produit moins commercialisable et entraîne une perte économique,,. Le brunissement enzymatique dû à la PPO peut également entraîner une perte du contenu nutritionnel des fruits et légumes, réduisant encore davantage leur valeur,,.
Du fait que les substrats de ces réactions PPO soient situés dans des vacuoles des cellules végétales endommagées (par exemple par une mauvaise technique de récolte), la PPO initie la chaîne de réactions de brunissement,.
L'exposition à l'oxygène lorsque ces aliments sont tranchés ou réduits en purée entraîne également un brunissement enzymatique par la PPO dans les fruits et légumes.
Les exemples dans lesquels la réaction de brunissement catalysée par la PPO peut être désirable (dans un cadre culinaire) incluent les avocats, les pruneaux, les raisins (sultans), le thé noir et les grains de café vert,.

### Mangue
Chez les mangues, le brunissement enzymatique catalysé par la PPO est principalement causé par la brûlure de la sève qui entraîne le brunissement de la peau[réf. nécessaire].
La PPO de type catéchol oxydase est située dans les chloroplastes des cellules cutanées de la mangue et ses substrats phénoliques dans les vacuoles.
La brûlure de la sève est donc l'événement initiateur de la PPO dans la peau de la mangue, car elle détruit les compartiments cellulaires. La PPO est présente dans la peau, la sève et la pulpe de la mangue, avec des niveaux d'activité les plus élevés dans la peau.

### Avocat
La PPO dans les avocats provoque un brunissement rapide lors de l'exposition à l'oxygène, un processus en plusieurs étapes impliquant des réactions d'oxydation des monophénols et des polyphénols, ce qui entraîne la conversion irréversible des produits o-quinone en pigments polymères bruns (mélanines).

### Pomme
Présente dans les chloroplastes et les mitochondries de toutes les parties d'une pomme, la PPO est la principale enzyme responsable du brunissement enzymatique des pommes. En raison de la demande croissante des consommateurs pour les fruits et légumes pré-préparés, une solution pour le brunissement enzymatique fut un temps un domaine ciblé de recherche et de développement de nouveaux produits.
À titre d'exemple, les pommes prétranchées sont un vrai produit de consommation dans certains pays (notamment en Amérique du Nord), mais le fait de les trancher induit une activité PPO, conduisant à un brunissement des surfaces coupées et à une diminution de leur qualité esthétique. Le brunissement se produit également dans les jus et purées de pommes lorsqu'ils sont mal manipulés ou transformés.
Les pommes arctiques, un exemple de fruit génétiquement modifié conçu pour réduire l'activité de la PPO, font partie de gammes génétiquement modifiées de pommes de marque au caractère non brunissant, dérivé par silençage génétique pour supprimer l'expression de la PPO, inhibant ainsi le brunissement des fruits.

### Pomme de terre
(mars 2024).
Found in high concentrations in potato tuber peel and 1–2 mm of the outer cortex tissue, PPO is used in the potato as a defense against insect predation, leading to enzymatic browning from tissue damage[réf. nécessaire]. Damage in the skin tissue of potato tuber causes a disruption of cell compartmentation, resulting in browning. The brown or black pigments are produced from the reaction of PPO quinone products with amino acid groups in the tuber. In potatoes, PPO genes are not only expressed in potato tubers, but also in leaves, petioles, flowers and roots.

### Noix
Chez le noyer commun (Juglans regia), deux gènes différents (jr PPO1 et jr PPO2) codant pour les polyphénol oxydases ont été identifiés. Les deux isoenzymes préfèrent des substrats différents, car la PPO1 junior présente une activité plus élevée envers les monophénols, tandis que la PPO2 junior est plus active envers les diphénols,.

### Peuplier noir
Une catéchol oxydase monomère de Populus nigra convertit l'acide caféique en quinone et en mélanine au niveau des cellules blessées,.

## Enzymes associées
La prophénoloxydase est une forme modifiée de la réponse complémentaire trouvée chez certains invertébrés, notamment insectes, les crabes et les vers.
L'hémocyanine est homologue aux phénol oxydases (par exemple la tyrosinase) puisque les deux enzymes partagent le type de coordination du site actif du cuivre. L'hémocyanine présente également une activité PPO, mais avec une cinétique ralentie en raison d'une plus grande masse stérique au niveau du site actif. La dénaturation partielle améliore en fait l'activité PPO de l'hémocyanine en offrant un meilleur accès au site actif.
La synthase aureusidine est un homologue du polyphénol oxydase végétal, mais contient certaines modifications significatives.
L'aurone synthase catalyse la formation d'aurones. L'aurone synthase purifiée à partir de Coreopsis grandiflora présente une faible activité tyrosinase contre l'isoliquiritigénine, mais l'enzyme ne réagit pas avec les substrats classiques de la tyrosinase, la L- tyrosine et la tyramine et doit donc être classée comme catéchol oxydase.